# Жонатан Заккаї
Жоната́н Заккаї́ (фр. Jonathan Zaccaï; нар. 22 липня 1970, Брюссель, Бельгія) — бельгійський актор, режисер та сценарист.

## Життєпис
Жонатан Заккаї народився 22 липня 1970 року у Брюсселі, в артистичному середовищі. Його мати — Сара Каліськи (фр. Sarah Kalisky), відома художниця, дядько — бельгійський драматург Рене Каліський (фр. René Kalisky). Спочатку Жонатан мріяв про кар'єру режисера, знімав рекламні ролики, у тому числі у Великій Британії, та згодом вирішив присвятити себе акторській кар'єрі. Перша серйозна роль, акторський кінодебют відбувся у стрічці «Бунт дітей» (фр. La révolte des enfants), знятій у 1992 році.
У 1990-х роках Жонатан Заккаї багато знімався у французьких та іноземних серіалах, серед яких «Горець» (1992-98), «3000 сценаріїв проти вірусу» (1994) та «У пошуках істини» (1995). Популярним у глядачів актор став після участі поряд з Аньєс Жауї і Карін Віар у фільмі «Роль її життя» (2004) та у фентезійній драмі «Привиди» (2004) Робена Кампійо. Через рік він знявся з Роменом Дюрі у стрічці Жака Одіара «І моє серце завмерло», де зіграв роль ріелтора-шахрая.
У 2010 році режисер Рідлі Скотт запросив Заккаї для участі у знаменитому блокбастері «Робін Гуд», у якому актор зіграв роль короля Франції Філіпа.
У лютому 2011 році Жонатан Заккаї отримав премію бельгійської національної кінопремії Магрітт за найкращу чоловічу роль у фільмі 2008 року режисера Жоакіма Лафосса «Приватні уроки».
Як режисер Жонатан Заккаї зняв за власними сценаріями три стрічки: дві короткометражки та повнометражний фільм «ІХ як Ісус Христос» з Венсаном Лакостом у головній ролі.
У 2007 році Жонатан Заккаї очолював журі програми короткометражних фільмі на 29-му Міжнародному кінофестивалі франкомовного кіно в Намюрі. У 2010 році він входив до складу журі Кінофестивалю європейського кіно в Лез-Арк, очолюваного Томасом Вінтербергом.

## Фільмографія (вибіркова)
Загалом як актор Жонатан Заккаї зіграв ролі у понад 50 кіно-, телефільмах та серіалах.

| Рік       |    | Українська назва                        | Оригінальна назва                            | Роль                   |
| --------- | -- | --------------------------------------- | -------------------------------------------- | ---------------------- |
| 1992      | ф  | Бунт дітей                              | La révolte des enfants                       | крикун                 |
| 1992      | ф  | Винність невинного або коли краще спати | Coupable d'innocence ou Quand la raison dort | Максиміліан Бардо      |
| 1992—1998 | с  | Горець                                  | Highlander                                   | Луїс                   |
| 1994—1999 | с  | Челленджерс: Екстремальні ситуації      | Extrême limite                               | Серж                   |
| 1994      | с  | 3000 сценаріїв проти вірусу             | 3000 scénarios contre un virus               |                        |
| 1995      | с  | У пошуках істини                        | Nancy Drew                                   | Крістоф                |
| 1996—2008 | с  | Сен-Тропе                               | Sous le soleil                               | Алекс                  |
| 1996      | тф | Лінія життя                             | Lifeline                                     | Нуко                   |
| 1996      | с  | Незнайомці                              | Strangers                                    | перший молодий чоловік |
| 1996      | ф  | Секретний біль                          | Tørst - Framtidens forbrytelser              | Олів'є                 |
| 2000      | ф  |                                         | Petite chérie                                | Віктор                 |
| 2001      | ф  | Декласовані                             | Les déclassés                                | Ніколя де Бовіль       |
| 2001      | ф  | Королеви на один день                   | Reines d'un jour                             | П'єр                   |
| 2001      | кф | Мадемуазель Баттерфляй                  | Mademoiselle Butterfly                       | людина з бару          |
| 2002      | ф  | Моє життя на льоду                      | Ma vraie vie à Rouen                         | Лоран                  |
| 2002      | ф  | Берег моря                              | Bord de mer                                  | Поль                   |
| 2003      | ф  | Танго Рашевського                       | Le tango des Rashevski                       | Жонатан Рашевський     |
| 2004      | ф  | Роль її життя                           | Le rôle de sa vie                            | Матіас Курваль         |
| 2004      | ф  | Привиди                                 | Les revenants                                | Матьє                  |
| 2004      | ф  | Найкращий день в моєму житті            | Le plus beau jour de ma vie                  | Артур Депре            |
| 2005      | ф  | І моє серце завмерло                    | De battre mon coeur s'est arrêté             | Фабріс                 |
| 2005      | ф  | У його руках                            | Entre ses mains                              | Фабріс Готьє           |
| 2006      | ф  | Ти і я                                  | Toi et moi                                   | Марк                   |
| 2006      | тф | Блондинка у сплячому лісі               | La blonde au bois dormant                    | Рено Мандрі            |
| 2007      | ф  | Поганий вітер                           | Vent mauvais                                 | Франк                  |
| 2007      | ф  | Із зав'язаними очима                    | Les yeux bandés                              | дорослий Тео           |
| 2007      | ф  | Кімната смерті                          | La chambre des morts                         | Віго                   |
| 2008      | ф  | Приватні уроки                          | Élève libre                                  | П'єр                   |
| 2009      | ф  | Я прийшов для неї                       | Je suis venu pour elle                       |                        |
| 2009      | ф  | Пригоди Симона Коніанського             | Simon Konianski                              | Симон                  |
| 2009      | тф | Пригода мешканки Нью-Йорка              | Une aventure New-Yorkaise                    | Антуан                 |
| 2010      | ф  | Білий як сніг                           | Blanc comme neige                            | Абель                  |
| 2010      | ф  | Робін Гуд                               | Robin Hood                                   | король Франції Філіп   |
| 2010      | ф  | Далеко по сусідству                     | Quartier lointain                            | Бруно Верньє, батько   |
| 2010      | ф  | Велика маленька Я                       | L'âge de raison                              | Філіберт Бакарі        |
| 2011      | ф  | Якщо ти помреш, я тебе уб'ю             | Si tu meurs, je te tue                       | Філіп                  |
| 2011      | ф  | ІХ як Ісус Христос                      | JC comme Jésus Christ                        | журналіст              |
| 2012      | ф  | Під фігами                              | Sous le figuier                              | Крістоф                |
| 2012      | ф  | Корнуель                                | Cornouaille                                  | Фаборіс                |
| 2013      | тф | Камера-обскура                          | Chambre noire                                | Джефф                  |
| 2013      | ф  | Паперові душі                           | Les âmes de papier                           | Натан                  |
| 2013      | ф  | Я закопаю тебе                          | Je te survivrai                              | Джо                    |
| 2014      | ф  | Тримайся прямо                          | Tiens-toi droite                             | Стефан                 |
| 2014—2015 | с  | Готель біля пляжу                       | Hôtel de la plage                            | Мартен Гіньяр          |
| 2015      | тф | Із життя звірів                         | La vie des bêtes                             | Седрік                 |
| 2015      | ф  | Серіз                                   | Cerise                                       | Фред                   |
| 2015      | с  | Бюро легенд                             | Le Bureau des Légendes                       | Сістерон               |
| 2016      | ф  |                                         | Fleur de tonnerre                            |                        |
| 2016      | ф  | Милість                                 | Miséricorde                                  | Тома Берже             |
| 2018      | ф  | Щасливі невдахи                         | Le Grand Bain                                | Тібо                   |

Режисер, сценарист, продюсер
| Рік  |     | Назва українською  | Оригінальна назва      | Режисер | Сценарист | Продюсер |
| ---- | --- | ------------------ | ---------------------- | ------- | --------- | -------- |
| 2004 | к/м |                    | Sketches chez les Weiz | Так     | Так       |          |
| 2005 | к/м | Як Джеймс Дін      | Comme James Dean       | Так     | Так       |          |
| 2011 |     | ІХ як Ісус Христос | JC comme Jésus Christ  | Так     | Так       | Так      |

## Визнання
| Рік                                                   | Категорія                                                | Фільм               | Результат | Результат |
| ----------------------------------------------------- | -------------------------------------------------------- | ------------------- | --------- | --------- |
| Премія «Магрітт»                                      |                                                          |                     |           |           |
| 2011                                                  | Найкращий актор                                          | Приватні уроки      | Перемога  |           |
| 2012                                                  | Найкращий актор                                          | Далеко по сусідству | Номінація |           |
| Міжнародний кінофестиваль франкомовного кіно в Намюрі |                                                          |                     |           |           |
| 2011                                                  | Приз BeTV за найкращий бельгійський повнометражний фільм | ІХ як Ісус Христос  | Перемога  | [ 7 ]     |